# Gordon Beckham
James Gordon Beckham III (nacido el 16 de septiembre de 1986) es un ex segunda base estadounidense de béisbol profesional que jugó en las Grandes Ligas con los Chicago White Sox, equipo con el que debutó en 2009, y con Los Angeles Angels of Anaheim, Atlanta Braves, San Francisco Giants, Seattle Mariners y Detroit Tigers.

## Carrera profesional

### Ligas menores
Beckham fue seleccionado en la octava posición del draft de 2008 por los Medias Blancas de Chicago. Considerado el prospecto número 1 de los Medias Blancas en el inicio de la temporada 2009, según Baseball America, jugó en la Liga Otoñal de Arizona para los Peoria Saguaros, donde bateó .394 con 3 jonrones y un OBP de .468 en 66 turnos al bate. Continuó impresionando en los entrenamientos de primavera, batenado .270 con 2 HR y 6 carreras impulsadas en 37 turnos al bate. Se abrió paso en la pelea por un puesto en la plantilla del día inaugural, pero finalmente se decidió que debía comenzar la temporada con la filial Birmingham Barons de Clase AA. Después de batear .299 en 38 partidos con los Barons, fue ascendido a los Charlotte Knights de Clase AAA el 27 de mayo de 2009 y pasó de su posición natural en el campocorto a la tercera base. Esto fue visto como una clara indicación de que estaba siendo preparado para jugar en Grandes Ligas, ya que el tercera base Josh Fields estaba teniendo problemas en el plato y en la defensa.

### Chicago White Sox

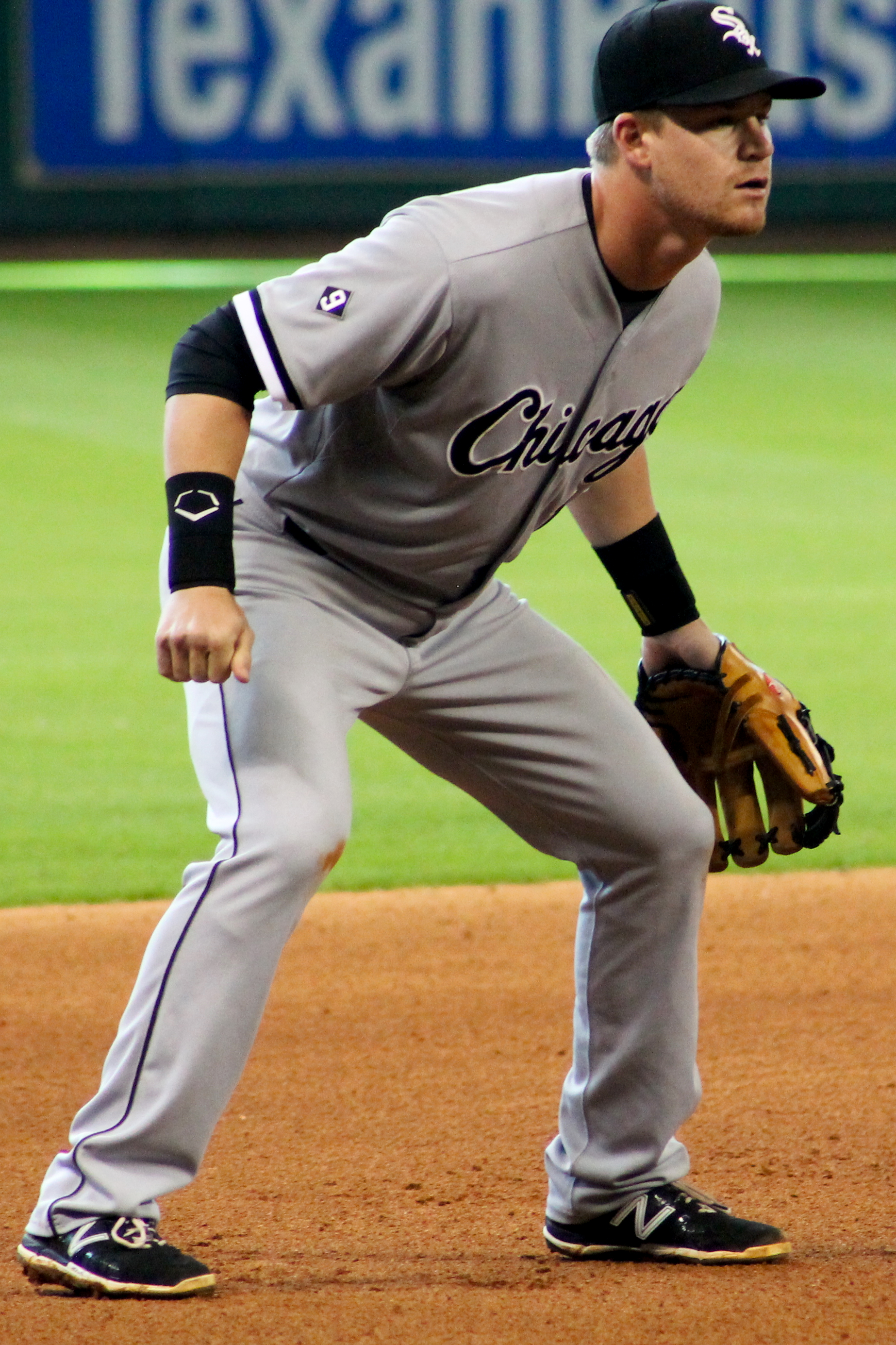
Beckham jugando en mayo de 2015.

El 3 de junio de 2009, los Medias Blancas compraron el contrato de Beckham, agregándole al róster de Grandes Ligas después de batear .326 con 23 dobles, cuatro jonrones y 25 carreras impulsadas en 175 turnos al bate entre Birmingham y Charlotte. Por lo tanto, Beckham llegó a las Grandes Ligas 364 días después de que fue seleccionado por los Medias Blancas, y se convirtió en el segundo jugador de posición del draft de 2008, detrás de Conor Gillaspie de los Gigantes de San Francisco, en debutar en Grandes Ligas, el 4 de junio de 2009, iniciando en la tercera base de los Medias Blancas contra los Atléticos de Oakland. En su debut se fue de 0-3 con un ponche y se embasó en una jugada de selección. Se convirtió en el tercera base titular de los Medias Blancas, debido a las dificultades de Josh Fields y del utility Wilson Betemit al bate y en la defensa.
Beckham luchó inicialmente en las ligas mayores, bateando 2-de-28 durante sus primeros ocho partidos. Consiguió su primer hit, un sencillo al jardín central, en su 14.º turno al bate, el 9 de junio de 2009 en el U.S. Cellular Field, después de lo cual recibió una ovación de la afición local. El 20 de junio de 2009, bateó su primer jonrón en las Grandes Ligas, produciendo tres carreras en la cuarta entrada frente al abridor dominicano Johnny Cueto de los Rojos de Cincinnati. El 27 de junio de 2009, Beckham bateó su primer walk-off, un sencillo con dos hombres en base y dos outs en la parte inferior de la novena entrada contra los rivales Cachorros de Chicago. El 29 de junio de 2009, Beckham se fue 3 por 3 con un boleto recibido y 2 impulsadas en la vctoria 6-3 ante los Indios de Cleveland.
El 20 de octubre de 2009, Beckham fue nombrado el Novato del Año de la Liga Americana por Sporting News. El 26 de octubre de 2009 Beckham fue elegido como el Novato del Año de la Liga Americana por la MLBPA, seleccionado en septiembre por cada jugador en un róster de Grandes Ligas. El 10 de abril de 2013, fue colocado en la lista de lesionados por un hueso ganchoso fracturado, y se esperaba que estuviera fuera de seis a ocho semanas.

### Los Angeles Angels of Anaheim
El 21 de agosto de 2014, Beckham fue cambiado a los Angelinos de Anaheim por un jugador a ser nombrado más tarde. El traspaso concluyó el 4 de febrero de 2015, cuando el jugador de ligas menores Yency Almonte fue enviado a los Medias Blancas.

### Regreso a los Chicago White Sox
El 28 de enero de 2015, Beckham firmó un contrato de un año y $2 millones para volver a los Medias Blancas de Chicago.

### Atlanta Braves
Beckham firmó un contrato de un año con los Bravos de Atlanta el 4 de diciembre de 2015.

### San Francisco Giants
El 27 de septiembre de 2016, restando solo seis juegos para finalizar la temporada, Beckham fue transferido a los Gigantes de San Francisco a cambio de Rich Rodriguez. El 8 de febrero de 2017, renovó su contrato con el equipo, pero decidió anularlo el 23 de marzo para buscar otra oportunidad de jugar en las mayores.

### Seattle Mariners
El 31 de marzo de 2017, Beckham firmó un contrato de ligas menores con los Marineros de Seattle. Participó en 11 juegos con el equipo durante el 2017, y con un nuevo contrato en 2018 jugó en 22 encuentros con el equipo.

### Detroit Tigers
El 22 de enero de 2019, Beckham firmó un contrato de ligas menores con los Tigres de Detroit. Fue incluido en la plantilla para el Día Inaugural de la temporada, pero en 223 turnos al bate con el equipo registró promedio de bateo de .215, seis jonrones y 15 impulsadas.
El 21 de enero de 2021, Beckham anunció su retiro como jugador profesional.